# Gerald Asamoah
Gerald Asamoah (Mampong, 3 januari 1978) is een in Ghana geboren Duits voormalig betaald voetballer die bij voorkeur in de aanval speelde.

## Actieve carrière
Asamoah emigreerde in 1990 naar Duitsland. Daar debuteerde hij bij Hannover 96 in het betaald voetbal, in eerste instantie in de Regionalliga Nord en daarna een jaar in de 2. Bundesliga. Na drie seizoenen en 29 doelpunten vertrok Asamoah vervolgens naar FC Schalke 04. Daarmee debuteerde hij in 1999 in de Bundesliga. Hij speelde in de daaropvolgende elf seizoenen meer dan 275 competitiewedstrijden voor Schalke en won daarmee in zowel 2001 als 2002 de DFB-Pokal.
Hij tekende in juli 2010 een tweejarig contract bij FC St. Pauli, dat hem na elf seizoenen bij FC Schalke 04 weghaalde. In de zomer van 2011 kwam hij zonder club te zitten. In januari 2012 tekende hij bij SpVgg Greuther Fürth dat uitkomt in de 2. Bundesliga. Sinds juli 2013 maakte hij weer deel uit van Schalke 04 waar hij in het tweede elftal voetbalde en in 2015 zijn carrière afsloot.
In mei 2001 debuteerde hij in het Duits voetbalelftal tegen Slowakije. Hij speelde daarna meer dan veertig interlands. Hij behoorde tot de selectie hiervan voor onder meer het WK 2002, de Confederations Cup 2005 en het WK 2006.

## Carrière na de spelerstijd
Na het einde van zijn actieve carrière werd Gerald Asamoah co-coach van FC Schalke's U15 junioren. Parallel aan deze activiteit trad de in Ghana geboren man op als ambassadeur van de vereniging. Een jaar later, in november 2016, werd hij de sportdirecteur (sportlicher Leiter) van het reserveteam. In 2021 werd Gerald Asamoah de coördinator van de afdeling professionele spelers van de club, voordat hij opklom tot hoofd van de afdeling Licentiespelers.

## Cluboverzicht
| Seizoen  | Club                 | Competitie        | Wedstrijden | Doelpunten |
| -------- | -------------------- | ----------------- | ----------- | ---------- |
| 1996-'97 | Hannover 96          | Regionalliga Nord | 25          | 5          |
| 1997-'98 | Hannover 96          | Regionalliga Nord | 33          | 20         |
| 1998-'99 | Hannover 96          | 2. Bundesliga     | 21          | 4          |
| 1999-'00 | FC Schalke 04        | Bundesliga        | 33          | 4          |
| 2000-'01 | Schalke 04           | Bundesliga        | 29          | 4          |
| 2001-'02 | Schalke 04           | Bundesliga        | 32          | 6          |
| 2002-'03 | Schalke 04           | Bundesliga        | 27          | 3          |
| 2003-'04 | Schalke 04           | Bundesliga        | 24          | 4          |
| 2004-'05 | Schalke 04           | Bundesliga        | 31          | 8          |
| 2006-'06 | Schalke 04           | Bundesliga        | 24          | 3          |
| 2006-'07 | Schalke 04           | Bundesliga        | 13          | 2          |
| 2007-'08 | Schalke 04           | Bundesliga        | 31          | 7          |
| 2008-'09 | Schalke 04           | Bundesliga        | 27          | 2          |
| 2009-'10 | Schalke 04           | Bundesliga        | 8           | 1          |
| 2010-'11 | FC St. Pauli         | Bundesliga        | 27          | 6          |
| 2011-'12 | SpVgg Greuther Fürth | 2. Bundesliga     | 10          | 5          |
| 2012-'13 | Greuther Fürth       | Bundesliga        | 17          | 0          |
| 2013-'14 | FC Schalke 04 II     | Regionalliga      | 28          | 6          |
| 2014-'15 | FC Schalke 04 II     | Regionalliga      | 21          | 2          |

| WK-statistieken             | Club          | Positie   | W |   |   | D | A |   |   |   |
| --------------------------- | ------------- | --------- | - | - | - | - | - | - | - | - |
| WK voetbal 2002             | FC Schalke 04 | aanvaller | 3 | 0 | 0 | 0 | 0 | 0 | 0 | 0 |
| WK voetbal 2006 - Duitsland | FC Schalke 04 | aanvaller | 1 | 1 | 0 | 0 | 0 | 0 | 0 | 0 |

## Erelijst
SpVgg Greuther Fürth
- 2. Bundesliga

2012